# Powstanie chłopskie w Jugosławii (1950)
Powstanie chłopskie w Jugosławii (bośn. Cazinska buna) – antykomunistyczne wystąpienie zbrojne ludności chłopskiej w Jugosławii, w maju 1950. Było to jedyne zorganizowane powstanie ludności chłopskiej w czasach komunistycznej Jugosławii.

## Tło historyczne
Ludność chłopska stanowiła w czasie II wojny światowej fundament armii partyzanckiej, ponosząc wysokie straty w wyzwalaniu kraju spod okupacji. Mimo tego, po zakończeniu działań wojennych chłopi stali się ofiarami represji i przemian własnościowych w rolnictwie. Kulminacją tych przemian stała się kolektywizacja rolnictwa realizowana w Jugosławii od 1947, a w sposób intensywny od 1948, po zerwaniu Jugosławii z Kominformem.
Mimo drastycznego spadku produkcji rolnej, spowodowanego kolektywizacją, chłopi zostali zmuszeniu do przekazania swoich gospodarstw do spółdzielni rolniczych, a tym, którzy stawiali opór rekwirowano majątek. Majątki tracili także ci chłopi, którzy nie byli w stanie oddać państwu obowiązkowych kontyngentów. Pod koniec lat 40. znaczna część ludności chłopskiej głodowała, a przeciwnicy kolektywizacji trafiali do więzień i obozów pracy.
W 1949 susza w północnej Bośni pogłębiła trudną sytuację ekonomiczną miejscowej ludności. W styczniu 1950 inspektorzy rządowi, działający w okręgu Cazin zebrali niewielką część planowanych dla tego regionu produktów rolnych, a także bydła i trzody chlewnej. W konsekwencji miejscową ludność dotknęły kolejne represje i konfiskaty majątku. W marcu 1950 doszło do spotkania Milana Božicia, Serba ze wsi Crnaja z jego przyjacielem Mile Drvnją z okręgu Slunj. Božic i Drvnja zaplanowali podjęcie działań zbrojnych w obronie ludności chłopskiej. Božić, który należał do Komunistycznej Partii Jugosławii i był zdemobilizowanym podporucznikiem armii partyzanckiej, przekonywał do podjęcia walki bośniackich chłopów, ale także działał wśród byłych partyzantów, namawiając ich, aby ponownie chwycili za broń. Jednym z przywódców powstania został Ale Čavić, Boszniak ze wsi Liskovac, były oficer armii partyzanckiej. Zachęcając do przyłączenia się do powstania Božić i Drvnja przekonywali chłopów, że uda się przywrócić dawne Królestwo Jugosławii pod rządami Piotra II, w którym zostaną zniesione obowiązkowe dostawy i kolektywizacja. Powstańcy liczyli także na wsparcie Zachodu.

## Przebieg powstania
Dzień wybuchu powstania (6 maja 1950) został wybrany nieprzypadkowo. Był to dzień św. Jerzego (Đurđevdan), w którym zgodnie z tradycją hajducy występowali przeciwko władzy osmańskiej. Faktycznie działania powstańcze rozpoczęły się już 5 maja wieczorem. Działaniami powstańczymi miał kierować sześcioosobowy sztab operacyjny. Funkcję komendanta objął Božić, a jego zastępcy Ale Čavić. W powstaniu wzięło udział 700 chłopów (w tym 15 Serbów), podzielonych na siedem oddziałów, które zaatakowały Cazin, a następnie Bihać i Veliką Kladušę. Powstańcy palili archiwa spółdzielni rolniczych, przejmowali magazyny z żywnością i niszczyli linie telefoniczne. Największym sukcesem powstania było opanowanie posterunku milicji, gdzie rozbrojono kilku milicjantów, a dowódca przeszedł na stronę powstańców. Powstanie zostało szybko stłumione przez oddziały 32 pułku piechoty armii jugosłowiańskiej wspomagane przez funkcjonariuszy UDBA. Dimitar Tasić szacuje siły, które wzięły udział w akcji przeciwko powstańcom na 1500 żołnierzy i policjantów. W czasie walk zginęło ok. 20-30 uczestników powstania. Do walk doszło także w rejonie Kordunu, w Chorwacji gdzie do powstania przystąpili miejscowi Serbowie zajmując Lađevac i Rakovicę. Rozproszeni przez wojsko, ukrywali się przez miesiąc w górach, zanim zostali ujęci.

## Reperkusje
W ramach represji popowstaniowych aresztowano 714 mieszkańców wsi, z których 288 stanęło przed trybunałami wojskowymi. 41 spośród oskarżonych było członkami Komunistycznej Partii Jugosławii. 16 osób skazano na karę śmierci (wśród skazanych byli Milan Božić, Ale Čavić i Mile Drvnja). Ośmiu spośród skazanych stracono w listopadzie 1950. Represje objęły także ponad 100 rodzin, które doświadczyły przymusowego przesiedlenia do miasta Srbac w północnej Bośni. W tym czasie jugosłowiański kodeks karny nie przewidywał kary przymusowego przesiedlenia, decyzja została podjęta w trybie administracyjnym. Większość deportowanych stanowili Boszniacy, których przeniesiono na terytoria zdominowane przez Serbów. W opinii Tasicia powstanie wpłynęło na zmianę polityki władz wobec wsi i na wyhamowanie procesu kolektywizacji.

## Pamięć
Dejan Lučka określa powstanie z 1950 mianem ostatniego powstania chłopskiego w historii Europy. Jego historia w Jugosławii nie była znana do lat 90. W 1991 ukazała się książka słoweńskiej historyczki Very Kržišnik-Bukić (Cazinska buna: 1950), która jako pierwsza podjęła próbę przedstawienia wydarzeń sprzed 40 lat. W 2009 Wspólnota Islamska w Bośni i Hercegowinie podjęła decyzję o odszukaniu szczątków ofiar powstania i ich uroczystym pochówku. W 2010 RTV Cazin wyprodukowała film dokumentalny Cazinska buna - neispričana priča (Powstanie Cazińskie - historia nieopowiedziana). 23-24 kwietnia 2010 odbyło się w Zagrzebiu sympozjum naukowe poświęcone wydarzeniom z 1950. Władze Cazina uznały 6 maja dniem pamięci ofiar powstania. W 2013 ukazało się w Zenicy opracowanie autorstwa Ahmeta Čovicia (syna jednego z przywódców powstania Ale Čovicia), zawierające fotografie, wspomnienia uczestników i faksymile dokumentów z 1950.